# أبقراطية مفرضة
أبقراطية مفرضة (الاسم العلمي: Hippocratea crenata) هي نوع من النباتات يتبع جنس الأبقراطية من الفصيلة الحرابية.